# Ramesh Nair

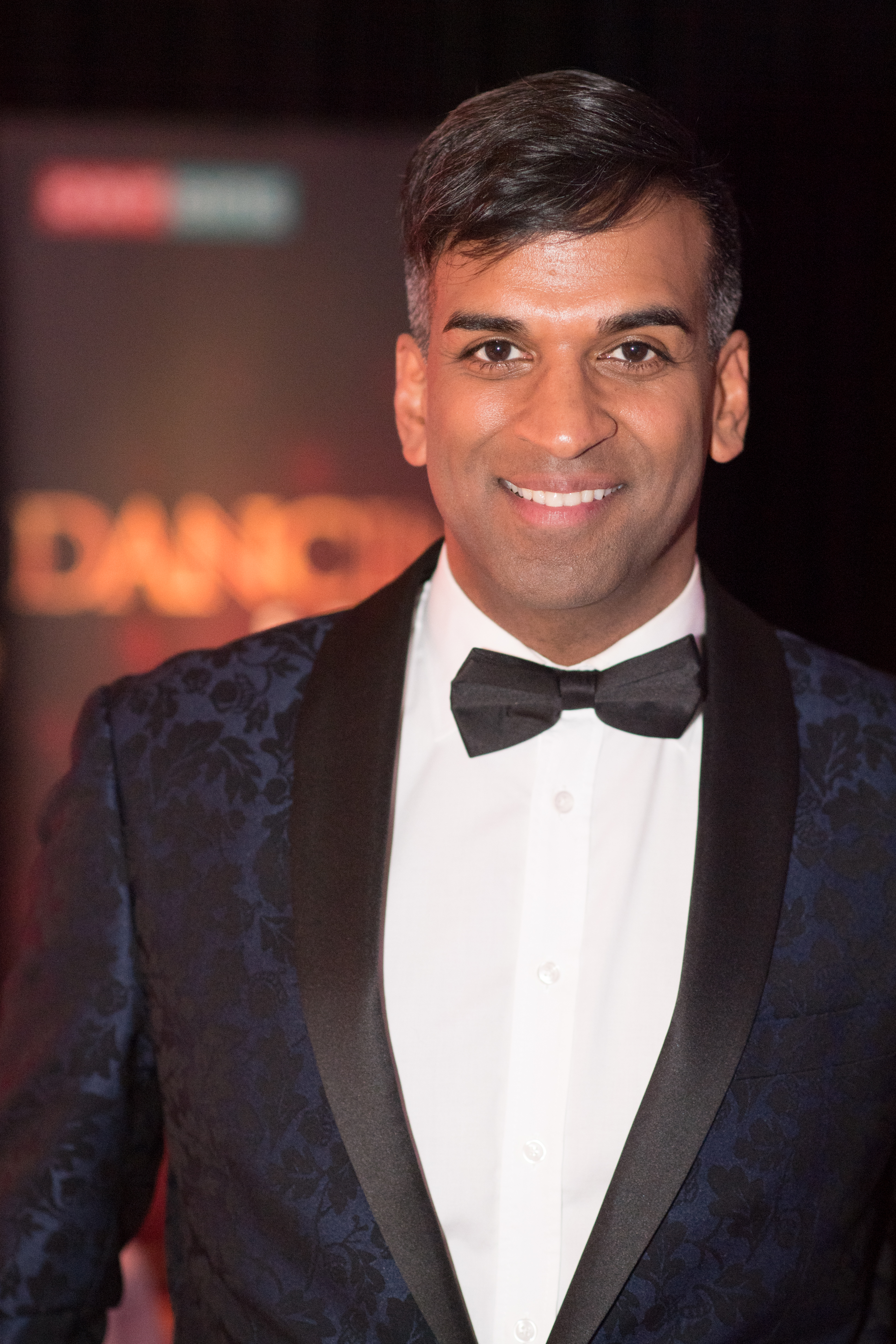
Ramesh Nair (2019)

Ramesh Nair (* 30. August 1975 in Landau in der Pfalz) ist ein  Choreograph, Tänzer, Bühnendarsteller und Sänger. Er ist in Deutschland geboren und aufgewachsen und hat als Sohn indischer Eltern die indische Staatsbürgerschaft.

## Leben
Nair startete ein Studium an der Folkwang-Hochschule in Essen, welches er mit Diplom zum Bühnendarsteller im Jahre 1999 abschloss. Darauf zog er nach Wien. Er war in zahlreichen Produktionen zu sehen, wie zum Beispiel Manche mögen’s heiß, West Side Story, Wake Up oder Hair. Bei letzterer war er 2006 auch Regisseur und Choreograph. Weitere Choreographien (beispielsweise für Musical Christmas In Vienna oder Das Lächeln einer Sommernacht) folgten. 2013 war er im Musical Aladdin und die Wunderlampe von Robert Persché am Opernhaus Graz Choreograph und spielte die Titelrolle.
Nair gründete weiters die Sophistikids Company, die er auch leitet. Zusätzlich ist Nair auch Choreograph zahlreicher Werbespots, wie zum Beispiel für Hervis.
Einer breiten Mehrheit der Österreicher wurde er ab 2008 als Der Inder in der tele.ring-Werbekampagne Frag doch den Inder bekannt, die Werbelinie wurde 2016 eingestellt.
Im Jahr 2009 belegte er in der 5. Staffel der ORF-Produktion Dancing Stars mit seiner Tanzpartnerin Michaela Heintzinger den zweiten Platz. Nair war als Choreograph und Tänzer mit der Stepptanzgruppe Penguin Tappers deutscher Meister sowie baden-württembergischer Meister.
Bei der Großen Chance der Chöre war er neben Oliver Pocher, Larissa Marolt und Kammersängerin Birgit Sarata im April und Mai 2015 im ORF als Juror tätig.
An der Seite von Angelika Niedetzky war er ab Jänner 2016 in der Sketchcomedy Kalahari Gemsen im ORF zu sehen; mit Niedetzky schrieb er auch das Drehbuch zur Sendung. Der Titel ist ein Anagramm aus den Vornamen der beiden Hauptdarsteller. Regie führte Thomas Mraz.
Nair lebt in Wien.

## Filmografie (Auswahl)
- 2017: Das kleine Vergnügen